# Euscelus cruralis
Euscelus cruralis es una especie de coleóptero de la familia Attelabidae.

## Distribución geográfica
Habita en Guatemala, Panamá y México.